# Mormolycina
Mormolycina is een geslacht van kevers uit de familie van de loopkevers (Carabidae). De wetenschappelijke naam van het geslacht is voor het eerst geldig gepubliceerd in 1949 door Jeannel.

## Soorten
Het geslacht Mormolycina is monotypisch en omvat slechts de volgende soort:
- Mormolycina oberthueri (Fairmaire, 1889)